# MICA (歌手)
MICA（みか、本名:杉嶌ミカ（すぎしま みか）、1983年4月3日 - ）は、熊本県天草出身で同県を拠点に活動するシンガーソングライター、政治家。

## プロフィール
平成音楽大学オルガン科卒業。中学3年生から作詞作曲を開始。その年に、熊本県小中学校作曲コンクールで、最優秀賞受賞。
平成音楽大学入学後、自主制作でオリジナルCDを制作。月に1度のライブハウスでの活動により口コミでオリジナルCD2枚を3000枚販売。2004年ミニアルバム「inori」で全国デビュー。
自主制作作品には楽曲プロデュース、アレンジに沢井原兒、岡本洋、清水俊也、木村篤史他、東京在住のアーティストを多数起用。MICA自身はマネージメント、作詞、作曲、プロデュースを手掛けながら毎年コンスタントに作品を発表している。地元熊本では多くのCM曲や番組テーマ曲を手掛け、地域イベントにも数多く出演。地域密着型アーティストとして活動している。 近年では熊本のゆるキャラくまモンと共演などで関東、関西のイベントに数多く出演。全国に活動の幅を広げている。
- 2006年「inori」に収録された「”ゆめ、翔びたつ未来へ”」がIAAF世界クロスカントリー日本選手応援ソングに起用される。また、熊本、鹿児島の結婚式場「エルセルモ」のCM、番組などに楽曲が使用されている。同エルセルモが提供する熊本のテレビ番組「ふたりのラブソング」で使用されている「二人の道」は熊本における結婚式のスタンダード曲となっている。
- 2008年、「二人の道」が収録されたミニアルバム「タカラモノ」を発売。
- 2010年、熊本の女子サッカークラブルネサンス熊本フットボールクラブ（現 益城ルネサンス熊本フットボールクラブ）のオフィシャルソングを手掛け、試合会場でミニライブを開催。
- 2011年、シングル「出逢えたキセキ」を発売。地元天草の天草海道博のテーマ曲に採用される。ミニアルバム「MY SWEET HOME」を発売。収録曲「スキ・・・」がTKU天気予報のBGMに使用される。シングル、ミニアルバムともにFNS歌謡祭などのアレンジを手掛ける清水俊也を起用。
- 2012年、天草を舞台にした映画『女たちの都〜ワッゲンオッゲン〜（主演：大竹しのぶ）』のエンディングテーマに「虹の花」が採用となり1000枚限定としてシングル版として発売。また熊本のブライダルソングでは定番となった「二人の道」をリアレンジしたミニアルバム「二人の道　～LOVE FOREVER～」は念願の全国発売となった。他にも熊本市ごみ減量推進CMソングなどを手掛ける。
- 2013年、長年テレビ番組『ふたりのラブソング』で使用されてきた「二人の道」を歌詞とメロディーのみを変更した「二人の道～アンサーソング～」にリニューアル。熊本県民テレビの”輝き　Share”キャンペーンソングとして「ダイヤモンド～希望の花～」が使用される。10月には新曲や、これまでCD化されていなかった曲を含むベストアルバム「DIAMOND」が全国発売となった。CD発売を記念して開催された10周年記念ライブ「MICA LIVE 10th Anniversary」の模様は地元テレビ局、FM局で特別番組として放映された。
- 2014年、昨年に引き続き地元熊本の企業CMソング（コスギ不動産、シルバーバック）を手掛ける。
- 2015年、5月 海フェスタくまもとCMソング『天海(あまうみ)～ふるさと～』が、10月からは熊本ホテルキャッスルCMソング『smile for…』が起用される。

『smile for…』は羽田空港の熊本行き搭乗ゲートでも流れている。
- 2016年、1月にはテレビ東京の全国放送『カラオケバトル』に出場。4月からは出身地・上天草市の観光大使に任命され、現在も大使としての活動を精力的に行っている。

同年は熊本地震に見舞われ、被災者の皆様へ出来ること、復興の為に少しでもお役に立てること…をスタンスにボランティア活動や慰問などにも力を注いだ。
- 2017年、熊本復興・再建の兆しの中、様々なイベントに出演すると共に、メッセージ性の強い楽曲と真っ直ぐなトークに教育関係の現場から多く出演依頼を受ける。熊本県内の小・中・高等学校、支援学校の芸術鑑賞会に出演。

12月には天草市『みつばちラジオ88.8』の開局に合わせてラジオジングルを制作。
- 2018年、6月23日にデビュー15周年を迎えるにあたり、1月にはファンクラブ『MICAdemy～ミカデミー～』を開設。4月には15周年記念パーティーを熊本ホテルキャッスルにて実施。500人ものゲストにお集まり頂き改めての感謝の１日となる。6月17日にはまだまだ震災の爪跡が多く残る益城町へ復興祈念も込め、益城町文化会館にて15周年記念ライブを開催。同月23日にはニューアルバム『君が教えてくれたこと』をリリース。初回限定版はCD、CD＋復興ソング輝く未来へのDVD付き、CD＋MICA BIRTHDAY LIVE DVD付きの3種類を発売。また、ファンの皆様の多くからの依頼を受け、『二人の道』『ダイヤモンド』等の代表曲10曲を収録したピアノスコアも発売。7月～はロアッソ熊本のメインスポンサーの地元企業平田機工のCMにも起用され楽曲『叶う』が話題を呼んでいる。

また、7月～はレギュラー番組 毎週日曜日9:30～RKKラジオ『キムカズ&MICAの上天草時間』が絶賛放送中だが、後述の選挙により降板中。
- 2022年5月29日投開票の熊本県議会議員補欠選挙（熊本市第1選挙区）に立候補[1]したが、得票数3位で改選議席（2名）に届かず、次点で落選した[2]。
- 2023年4月9日投開票の熊本県議会議員選挙（熊本市第1選挙区）に立候補して当選。
- 2023年6月6日、自由民主党に入党。

## 代表曲
- 二人の道（作詞・作曲・編曲：MICA　テレビ熊本～ふたりのラブソング～テーマソング)
- 出逢えたキセキ（作詞・作曲：MICA、編曲：清水俊也　「天草海道博」のテーマ曲）
- 虹の花（作詞・作曲：MICA、編曲：下畑 薫　映画『女たちの都ワッゲンオッゲン』エンディングテーマ)
- 同じ空の下で（作詞・作曲：MICA、編曲：清水俊也　熊本市ごみ減量推進キャンペーンCMソング）
- ダイヤモンド～希望の花～(作詞・作曲：MICA、編曲：木村篤史　熊本県民テレビ「輝き　Share」キャンペーンソング)

## ディスコグラフィー

### アルバム
1. inori（2004年6月）
  1. inori
  2. 小さな想い
  3. キズナ
  4. ゆめ（IAAF世界クロスカントリー日本選手応援ソング、ルネサンス熊本フットボールクラブ2010イメージソング）
  5. 独り・・・
2. タカラモノ（2008年12月）
  1. プロポーズ
  2. 今だから言えること
  3. 君と共に生きる
  4. 忘れられない
  5. 二人の道(「エルセルモ　TV番組～ふたりのラブソング～」テーマソング)
  6. タカラモノ
  7. We　will
3. MY SWEET HOME（2011年8月）
  1. 明日の君へ（益城ルネサンス熊本フットボールクラブ2012イメージソング）
  2. タイセツナヒト
  3. スキ…
  4. my sweet home
  5. 二人の道(ニューレコーディング）
4. 二人の道 Love forever（2012年11月）
  1. 二人の道
  2. プロポーズ(instrumental)
  3. 小さな想い (instrumental)
  4. 出逢えたキセキ (instrumental)
  5. 二人の道 (instrumental)
5. DIAMOND（2013年10月）
  1. 忘れられない(リメイク)
  2. ありがとう
  3. ダイヤモンド～希望の花～(KKT「輝き　Share」キャンペーンソング)
  4. 今だから言えること(リメイク)
  5. 叶う（益城ルネサンス熊本フットボールクラブ2014オフィシャルソング)
  6. タカラモノ(リメイク)
  7. 出逢えたキセキ(「天草海道博」イメージソング「マリエールオークパイン那覇」TVCMソング、益城ルネサンス熊本フットボールクラブ2011応援ソング)
  8. 同じ空の下で(熊本市ごみ減量推進キャンペーンCMソング)
  9. 虹の花(映画「女たちの都～ワッゲンオッゲン～」エンディングソング)
  10. 二人の道～アンサーソング～(「エルセルモ　TV番組～ふたりのラブソング～」TVCMソング)
6. 君が教えてくれたこと(2018年6月23日)
  1. Amazingふるさと
  2. Distance
  3. Happy Wedding
  4. 輝く未来へ(復興ソング)
  5. 夢の足跡(天草HAND IN HANDイメージソング)
  6. Smile for(熊本ホテルキャッスルCMソング)
  7. カタチ
  8. 恋する美里(美里町イメージソング)
  9. 今
  10. Thanks(KABお天気フィラ)
  11. TRY again(熊本県ラグビー協会公式ソング)
  12. Twin Soul
  13. 二人の道～English ver.～
  14. 君が教えてくれたこと
  15. またね

### シングル
1. 出逢えたキセキ（2010年8月1日）
2. 虹の花（2012年8月1日）
3. 二人の道 Love forever（2012年11月）
4. micapop（2015年9月30日）
  1. 天海(あまうみ)～ふるさと～

全国豊かな海づくり大会(うしぶか)会場イメージソング 海フェスタくまもとイメージソング
1. 1. もっともっと

コスギ不動産イメージソング
1. 1. いつも(Remix ver.)

Silver Back Good feel イメージソング

## CM
- エルセルモ
- コスギ不動産
- 熊本ホテルキャッスル
- ナカガワフーズ
- 福伸
- 水野商店
- ヨカトコッ。
- 平田機工
- 天草ウォーター

## テレビ
- JCN熊本特別番組「MICA LIVE 10th Anniversary」（2013年11月）

## 映画
- 風が通り抜ける道 田中壱征監督、2023年公開予定

## ラジオ
- 熊本シティエフエム特別番組「五木食品presents MICA LIVE 10th Anniversary」(2013年10月）
- RKKラジオ「MICAの花・華ごよみ」毎週日曜日17:00～17:15（2011年4月～6月）
- RKKラジオ 『キムカズ&MICAの上天草時間』毎週日曜日10:05～10:30(2018年7月～2022年3月)